# George Moorhouse
George Moorhouse   (Liverpool, 4 de maig de 1901 - Nova York, 12 d'octubre de 1943) fou un futbolista estatunidenc, d'origen anglès, de la dècada de 1930.
A Anglaterra fou jugador de Tranmere Rovers FC. Emigrà al Canadà i Estats Units on jugà a diversos clubs de l'American Soccer League (ASL) a clubs com New York Giants.
Fou set cops internacional amb els Estats Units, amb la qual participà en els Mundials de 1930 i 1934.